# HTL Perg
Die Höhere technische Lehranstalt Perg (HTL Perg) ist eine vom Bund betriebene berufsbildende höhere Schule (BHS) in Perg, Oberösterreich.
An der Schule arbeiten mehr als 40 Lehrer. Für das Schuljahr 2024/25 sind etwa 350 Schülerinnen und Schüler angemeldet.

## Geschichte
Die HTL in Perg begann den Unterricht 1999/2000 zunächst als Expositur der HTL Leonding mit dem Schwerpunkt EDV & Organisation. Unterrichtet wurde in einem aus Containern errichteten Schulgebäude, das 2005/2006 erweitert wurde, um die in andere Schulen ausgelagerten Klassen zusammenzufassen. Dies wurde von der Bundesimmobiliengesellschaft vollbracht. Unter anderem wurde der Werkstättenunterricht im Technologiezentrum Perg (TZ Perg) durchgeführt.
Der Neubau des Schulgebäudes konnte 2007 bezogen werden. Die Schule ist seither eine eigenständige Einrichtung und bietet Ausbildungsmöglichkeiten in einer 3½-jährigen Fachschule (Medientechnik und Systemtechnik) und einem 5-jährigen Zweig (Medizin-Informatik, User-Experience-Design und Game Development) mit Matura. Die Schule befindet sich im Schulzentrum von Perg. In diesem Schulzentrum befinden sich auch die HAK Perg, Polytechnische Schule Perg das BORG Perg, die HLW Perg, MS Perg Schulzentrum sowie die Landesmusikschule Perg.
Die HTL Perg ist auch Teil des 2024 gegründeten Campus Perg.

### Leitung
- 1999–2004 Wolfgang Holzer
- 2004–2010 Ewald Feilmair
- 2010–2015 Roland Schwaiger
- 2015–2023 Christian Reisinger
- Mai–Oktober 2023 Wolfgang Holzer[4]
- seit Oktober 2023 Michael Buchberger[5]